# Vụ Chính sách thương mại đa biên (Việt Nam)
Vụ Chính sách thương mại đa biên là cơ quan trực thuộc Bộ Công Thương, thực hiện chức năng tham mưu, giúp Bộ trưởng quản lý nhà nước về hội nhập kinh tế, thương mại trong khuôn khổ hợp tác với Tổ chức Thương mại Thế giới (WTO), ASEAN, giữa ASEAN và các bên đối tác (ASEAN+); Diễn đàn hợp tác Kinh tế Châu Á - Thái Bình Dương (APEC); Diễn đàn hợp tác Á - Âu (ASEM); Diễn đàn Thương mại và Phát triển của Liên hiệp Quốc (UNCTAD) và các tổ chức kinh tế - thương mại quốc tế khác và đàm phán các điều ước quốc tế về thương mại theo phân công của Bộ trưởng.
Vụ Chính sách thương mại đa biên thành lập ngày 8 tháng 11 năm 1995.
Chức năng, nhiệm vụ, quyền hạn và cơ cấu tổ chức của Vụ Chính sách thương mại đa biên được quy định tại Quyết định số 847/QĐ-BCT ngày 5 tháng 2 năm 2013 của Bộ trưởng Bộ Công Thương.

## Nhiệm vụ chủ yếu
Theo Điều 2, Quyết định số 847/QĐ-BCT ngày 5 tháng 2 năm 2013 của Bộ trưởng Bộ Công Thương, Vụ Chính sách thương mại đa biên có các nhiệm vụ chủ yếu:
- Về Tổ chức Thương mại Thế giới (WTO) và các Tổ chức quốc tế khác:

1. Chủ trì hoặc phối hợp với các cơ quan liên quan xây dựng chủ trương, cơ chế, chính sách về hội nhập kinh tế quốc tế trong khuôn khổ WTO, APEC, ASEM và các tổ chức kinh tế - thương mại quốc tế khác để Bộ trưởng trình cấp có thẩm quyền phê duyệt; tổ chức thực hiện sau khi được phê duyệt theo sự phân công của Bộ.
2. Tổng hợp, xây dựng và trình Bộ trưởng hoặc Trưởng đoàn đàm phán Chính phủ phê duyệt phương án tổ chức đàm phán, ký kết hoặc gia nhập các điều ước quốc tế đa phương hoặc khu vực về thương mại và các tổ chức quốc tế khác theo phân công của Bộ.
3. Giúp Bộ thực hiện đại diện lợi ích thương mại của Việt Nam, đề xuất phương án và tổ chức thực hiện các quyền và nghĩa vụ có liên quan đến kinh tế - thương mại của Việt Nam tại WTO, APEC, ASEM và tại các tổ chức, diễn đàn kinh tế quốc tế khác theo phân công của Bộ.
4. Chủ trì hoặc phối hợp xây dựng và hướng dẫn thực hiện chính sách trong nước liên quan đến các cam kết về kinh tế - thương mại của Việt Nam trong khuôn khổ WTO, APEC, ASEM và các tổ chức kinh tế - thương mại quốc tế theo sự phân công của Bộ;
5. Chủ trì hoặc tham gia giải quyết các tranh chấp về kinh tế - thương mại trong khuôn khổ WTO theo phân công của Bộ.
6. Giúp Bộ trưởng đảm nhận vai trò Trưởng SOM của Việt Nam trong APEC; Trưởng SOMTI của Việt Nam trong ASEM theo sự phân công của Bộ.
7. Tiếp nhận và tổ chức quản lý, điều phối các khoản hỗ trợ kỹ thuật của nước ngoài có liên quan đến hội nhập kinh tế quốc tế theo sự phân công của Bộ trưởng.

- Về hội nhập kinh tế ASEAN:

1. Chủ trì hoặc phối hợp với các cơ quan liên quan nghiên cứu, soạn thảo tờ trình, đề án, trình Bộ trưởng để trình Chính phủ hoặc Bộ Chính trị về các định hướng, chiến lược của Việt Nam tham gia hợp tác kinh tế ASEAN và cùng các nước ASEAN tham gia hợp tác kinh tế ASEAN+.
2. Chủ trì hoặc phối hợp với các cơ quan liên quan, soạn thảo văn kiện, đề xuất phương án đàm phán và giúp Bộ trưởng đàm phán, ký kết hoặc gia nhập các điều ước quốc tế trong khuôn khổ ASEAN, ASEAN+ được Chính phủ giao.
3. Nghiên cứu các quy định, theo dõi, tham gia các hoạt động hợp tác kinh tế của ASEAN, các tổ chức, diễn đàn kinh tế - thương mại quốc tế và khu vực khác mà Việt Nam cùng ASEAN tham gia để đề xuất với Bộ trưởng các giải pháp, biện pháp thực hiện quyền và nghĩa vụ của Việt Nam khi tham gia.
4. Tổng hợp thông tin về tình hình hợp tác kinh tế ASEAN, thực hiện vai trò cơ quan đầu mối về hội nhập kinh tế ASEAN, nghiên cứu, đề xuất các phương án, giải pháp giúp Bộ trưởng thực hiện chức năng Bộ trưởng phụ trách hội nhập kinh tế ASEAN do Thủ tướng Chính phủ giao.
5. Chủ trì hoặc phối hợp với các cơ quan liên quan xây dựng phương án, triển khai kết quả tham gia các cuộc họp thường niên và các hoạt động hợp tác trong khuôn khổ ASEAN, ASEAN+ trong các lĩnh vực được giao phụ trách thuộc các cấp (cấp chuyên viên, cấp Vụ, cấp Bộ trưởng, Hội nghị thượng đỉnh) mà Việt Nam tham gia với tư cách là thành viên ASEAN.
6. Chủ trì hoặc tham gia phổ biến, tuyên truyền, hướng dẫn, tổ chức triển khai các cam kết kinh tế, thương mại và các nội dung khác liên quan đến hợp tác kinh tế - thương mại mà Việt Nam đã ký kết hoặc tham gia trong khuôn khổ ASEAN, ASEAN+.
7. Thực hiện vai trò cơ quan đầu mối quốc gia của Việt Nam tham gia khu vực Mậu dịch Tự do ASEAN (AFTA).
8. Thực hiện vai trò đầu mối quốc gia của Việt Nam tham gia cơ chế tham vấn giải quyết tranh chấp thương mại đầu tư ASEAN (ACT).
9. Chủ trì hoặc phối hợp xử lý các tranh chấp về kinh tế - thương mại khi triển khai cam kết trong khuôn khổ ASEAN và ASEAN+.
10. Phối hợp với các Vụ chức năng, các Bộ, ngành có liên quan, đề xuất giải pháp phát triển quan hệ với các thành viên ASEAN, các nước, các tổ chức quốc tế đối tác của ASEAN.
11. Chủ trì hoặc tham gia điều phối các dự án hợp tác mà Việt Nam tham gia và các hoạt động liên quan hội nhập kinh tế quốc tế trong khuôn khổ ASEAN và ASEAN+ theo sự phân công của lãnh đạo Bộ.

- Thực hiện các nhiệm vụ khác do Bộ trưởng giao.

## Lãnh đạo Vụ[3]
- Vụ trưởng: Lương Hoàng Thái[4]
- Phó Vụ trưởng:

1. Ngô Chung Khanh[5]
2. Phạm Quỳnh Mai[6]

## Cơ cấu tổ chức
(Theo Khoản 3, Điều 3, Quyết định số 847/QĐ-BCT ngày 5 tháng 2 năm 2013 của Bộ trưởng Bộ Công Thương)
- Phòng WTO
- Phòng ASEAN
- Phòng APEC - ASEM
- Phòng Tổng hợp và các tổ chức đa biên

## Khen thưởng
- Huân chương Lao động hạng Nhất (2016)[7]
- Huân chương Lao động hạng Nhì (2006)
- Huân chương Lao động hạng Ba (2004)